# Branca Braga de Macedo
Branca Braga de Macedo de Castro Henriques (Lisboa, 24 de março de 1948 — Lisboa, 23 de Fevereiro de 2020) foi uma escritora portuguesa.

## Biografia
Nasceu em casa, na Freguesia de Santa Isabel, Lisboa, e licenciou-se em História na Faculdade de Letras da Universidade de Lisboa. Era filha do historiador Jorge Borges de Macedo e de sua mulher Branca Rosa de Mendonça Braga e, como tal, irmã de Jorge Braga de Macedo. Casou a 13 de Maio de 1976 com António Mendo de Castro Henriques. Após terminar o curso, leccionou dois anos, actividade que suspendeu para escrever a «História da Associação Comercial de Lisboa», a convite da mesma associação.
Deu aulas na Escola dos Olivais durante dois anos lectivos, tendo mais tarde trabalhado com Maria Ulrich na Casa Veva de Lima. Os seus primeiros textos publicados foram de natureza historiográfica, sendo utilizados num trabalho de divulgação por José Hermano Saraiva, e só em 2006 terminou a escrita da sua primeira obra de ficção: "Rapsódia Alentejana". A obra foi notada pelo seu uso de nomes de andamentos e pela sua integração de elementos da cultura popular. Deixou ainda escrito um outro conjunto de contos chamado 'Acerto de Contos'.

## Obras
1. Dinâmica e Presença da Associação Comercial de Lisboa (1986)[4]
2. Para a história da "Vidago, Melgaço e Pedras Salgadas" 1873-1973 (1992)
3. Rapsódia Alentejana (2006)[5]
4. Acerto de Contos (s.d.)